# Przemysław Pawlak
Przemysław Marcin Pawlak (ur. 8 stycznia 1980 w Kaliszu) – polski biograf, literaturoznawca, teatrolog, witkacolog, działacz społeczny.

## Życiorys
Przemysław Pawlak ukończył III Liceum Ogólnokształcące im. Mikołaja Kopernika w Kaliszu, a także studia w zakresie finansów i bankowości oraz stosunków międzynarodowych w Szkole Głównej Handlowej w Warszawie. W 2020 w Instytucie Sztuki Polskiej Akademii Nauk uzyskał stopień doktora nauk humanistycznych w dyscyplinie nauki o sztuce na podstawie dysertacji Życie i działalność ks. Henryka Kazimierowicza (1896–1942), którą napisał pod kierunkiem Jagody Hernik-Spalińskiej.
Wykładał na studiach podyplomowych Instytutu Sztuki PAN. Pracował jako doradca do spraw zarządzania nieruchomościami. W 2022 został zatrudniony w Teatrze Narodowym w Warszawie jako zastępca kierownika działu literackiego.
Autor biografii Stanisława Ignacego Witkiewicza oraz Henryka Kazimierowicza. W 2015 został prezesem fundacji Instytut Witkacego. Zastępca redaktor naczelnej wydawanego przez Instytut półrocznika „Witkacy!”. Jego artykuły ukazały się w takich czasopismach jak: „Pamiętnik Teatralny”, „Teatr”, „Odra”, „Litteraria Copernicana”, „Rocznik Kaliski” i „Kultura Współczesna”. Kolekcjoner książek, starych znaków proweniencyjnych i calisianów.
Jako działacz społeczny zaangażowany między innymi w uratowanie przed likwidacją Państwowego Instytutu Wydawniczego (akcja #RatujPIW), ochronę księgozbiorów bibliotecznych oraz opracowanie mapy rzemieślników Śródmieścia. W 2014 dołączył do stowarzyszenia Miasto Jest Nasze (był członkiem komisji rewizyjnej). Z jego ramienia w 2018 kandydował do rady warszawskiej dzielnicy Śródmieście. Honorowy krwiodawca.

## Wyróżnienia
- III nagroda Instytutu Dziedzictwa Myśli Narodowej im. Romana Dmowskiego i Ignacego Jana Paderewskiego w kategorii prac doktorskich (2020)[16]
- Nominacja do nagrody Polskiego Towarzystwa Badań Teatralnych za najlepszą publikację książkową z zakresu wiedzy o dramacie, teatrze, widowiskach i innych sztukach performatywnych za 2020[17]
- Laureat Nagrody im. Stanisława Ignacego Witkiewicza w kategorii „Teatralna Książka Roku” za Bibliografię Stanisława Ignacego Witkiewicza (2021)[18]
- Nagroda Prezydenta Miasta Kalisza za „działalność literacką i wydawniczą” (2021)[19]
- Nominacja do nagrody „Najpiękniejsze Książki Roku” za 2022 Polskiego Towarzystwa Wydawców Książek za opracowanie Witkacy. Drapieżny umysł (2023)[20]

## Publikacje książkowe
- Przemysław Pawlak, Marek Średniawa (red.), Witkacy : plėšrūniškas protas, Vilnius: Leidykla Aukso žuvys, 2018, ISBN 978-609-8120-38-7 (lit.). Brak numerów stron w książce
- Janusz Degler, Tomasz Pawlak, Przemysław Pawlak, Bibliografia Stanislawa Ignacego Witkiewicza, Dzieła zebrane, Warszawa: Państwowy Instytut Wydawniczy, 2020, ISBN 978-83-8196-148-6. Brak numerów stron w książce
- Przemysław Pawlak, Henryk Kazimierowicz: ksiądz z nienapisanej sztuki Witkacego = Henryk Kazimierowicz: a priest from an unwritten play by Witkacy, Dysertacje doktorskie Instytutu Sztuki Polskiej Akademii Nauk, Warszawa: Instytut Sztuki PAN, 2021 (15), ISBN 978-83-66519-27-5, OCLC on1298383226.??? Brak numerów stron w książce
- Przemysław Pawlak, Marek Średniawa (red.), Witkacy. Drapieżny umysł, Warszawa: Instytut Witkacego, 2021, ISBN 978-83-959561-1-9. Brak numerów stron w książce
- Марек Среднява, Пшемислав Павляк (red.), Віткацій. Хижий розум, Світлана Бреславська (tłum.), Дух і Літера, 2025, ISBN 978-617-8262-95-2 (ukr.). Brak numerów stron w książce
- Przemysław Pawlak, Witkacy: biografia, Warszawa: Iskry, 2025, ISBN 978-83-244-1195-5. Brak numerów stron w książce